# City of Hope (película)
City of Hope es una película dramática americana de 1991 escrita y dirigida por John Sayles. La película cuenta con Vincent Spano, Stephen Mendillo y Chris Cooper.

## Reparto
| - Vincent Spano es Nick Rinaldi. - Stephen Mendillo es Yoyo. - Chris Cooper es Riggs. - Tony Lo Bianco es Joe Rinaldi. - Joe Morton es Wynn. - Charlie Yanko es Stavros. - Jace Alexander es Bobby. - Todd Graff es Zip. - Scott Tiler es Vinnie. | - John Sayles es Carl. - Frankie Faison esLevonne. - Gloria Foster es Jeanette. - Tom Wright es Malik. - Angela Bassett es Reesha. - David Strathairn es Asteroid. - Edward J. Townsend J.R. es Tito - Gina Gershon es Laurie Rinaldi. - Maggie Renzi es Connie. |

## Recepción
La revisión agregador Rotten Tomatoes informó que el 93% de los críticos dio a la película una revisión positiva, basada en quince opiniones ". 